# NGC 3893
NGC 3893 je spirální galaxie v souhvězdí Velké medvědice. Objevil ji William Herschel 9. března 1788.
Od Země je vzdálená přibližně 54 milionů světelných let a je členem Skupiny galaxií Velká medvědice,
kde pravděpodobně patří do její severní podskupiny označované Skupina galaxií M 109 (LGG 258).
Na obloze leží 1° severovýchodně od hvězdy Alkafzah (χ UMa) a díky její hvězdné velikosti 10,2 by měla být viditelná i pomocí menšího hvězdářského dalekohledu. Na jihovýchodě sousedí s trpasličí galaxií NGC 3896, která se s ní dříve přinejmenším jednou blízce setkala a která díky tomu vykazuje zvýšenou úroveň tvorby hvězd.